# Alfred Kusiak
Alfred Kusiak (ur. 20 sierpnia 1930 w Bogumiłowicach, zm. 20 maja 2017 w Łodzi) – polski ekonomista i polityk, poseł na Sejm PRL II i III kadencji.

## Życiorys
Syn Piotra i Franciszki. Prowadził działalność młodzieżową, w 1946 wstąpił do Związku Młodzieży Wiejskiej, w 1948 do Związku Młodzieży Polskiej, a w 1949 do Powszechnej Organizacji „Służba Polsce”. Od 1948 do 1949 był słuchaczem Wojewódzkiej Szkoły Organizacyjnej ZMP w Łodzi. W latach 1949–1950 był zastępcą dowódcy kompanii do spraw polityczno-wychowawczych w 50 Brygadzie „Służba Polsce” w Wełnowcu, a w okresie 1950–1951 kierownikiem Wydziału Agitacji i Propagandy w Powiatowym Zarządzie ZMP w Radomsku.
W 1947 wstąpił do Polskiej Partii Robotniczej, a w 1948 do Polskiej Zjednoczonej Partii Robotniczej. W 1951 był słuchaczem Łódzkiej Szkoły Partyjnej PZPR, w okresie 1953–1955 słuchaczem dwuletniej Szkoły Partyjnej przy KC PZPR w Warszawie, a w latach 1966–1968 słuchaczem Wyższej Szkoły Nauk Społecznych przy KC PZPR, na której uzyskał wykształcenie wyższe ekonomiczne. Ukończył 2,5 miesięczny kurs polityczny w Moskwie. W PZPR pełnił funkcje I sekretarza Komitetu Powiatowego w Pajęcznie (1955–1961), Rawie Mazowieckiej (1963–1965) i Wieluniu, ponadto był kierownikiem Wydziału Propagandy Komitetu Wojewódzkiego w Łodzi (1968–1975). W 1957 i 1961 uzyskiwał mandat posła na Sejm PRL II i III kadencji z okręgów kolejno Wieluń i Piotrków Trybunalski. Zasiadał w Komisji Mandatowo-Regulaminowej i Komisji Spraw Wewnętrznych (II kadencja) oraz Komisji Handlu Wewnętrznego (III kadencja). W latach 1961–1963 był sekretarzem Wojewódzkiego Zespołu Poselskiego w Łodzi.
Odznaczony w 1955 Brązowym Krzyżem Zasługi.
Pochowany na cmentarzu Doły w Łodzi (XXX/6/13).